# Broer i Vest-Agder efter længde
|  | Sammenskrivningsforslag Artiklen Broer i Vest-Agder efter længde er foreslået føjet ind i Broer i Vest-Agder. (Siden marts 2023) Diskutér forslaget |

I skemaet nedenfor findes broer i Vest-Agder i Agder fylke i Norge anført efter broens længde.
| Bro              | Længde     | Kommune      | Vej         | Byggeår      | Brotype           | Byggemateriale       |
| ---------------- | ---------- | ------------ | ----------- | ------------ | ----------------- | -------------------- |
| Vesterbrua       | 679 m      | Kristiansand | E18         | 1980         | Kassebro          | Beton og jern        |
| Nye Varoddbrua   | 617 m      | Kristiansand | E18         | 1994         | Kassebro med buer | Beton og jern        |
| Gamle Varoddbrua | 618 m      | Kristiansand | E18         | 1956         | Hængebro          | Beton, jern og stål. |
| Fedafjorden bru  | 500 m      | Kvinesdal    | E39         | 2006         | Hængebro          | Beton, jern og stål  |
| Birkeland bru    | 500 m      | Kvinesdal    | E39         | 2006         | Bjælkebro         | Beton og jern        |
| Refsti bru       | 257 m      | Kvinesdal    | E39         | 2006         | Bjælkebro         | Beton og jern        |
| Nordsundbrua     | 284 m      | Farsund      | riksvei 43  | 1964         | Kassebro med buer | Jern og beton        |
| Oddernesbrua     | 228 m      | Kristiansand | E18         | 1980 og 2001 | Bjælkebro         | Jern og beton        |
| Lundsbrua        | over 100 m | Kristiansand | riksvei 471 | 1938         | Kassebro med buer | Jern og beton        |
| Kjevik bru       | 108 m      | Kristiansand |             |              |                   |                      |